# Apocalypse, les débarquements
 (février 2025).
Si vous disposez d'ouvrages ou d'articles de référence ou si vous connaissez des sites web de qualité traitant du thème abordé ici, merci de compléter l'article en donnant les références utiles à sa vérifiabilité et en les liant à la section « Notes et références ».
Apocalypse, le crépuscule d'Hitler
Apocalypse, les débarquements est une mini-série documentaire française de 2024 en deux parties de 55 minutes réalisée par Isabelle Clarke et Daniel Costelle, narrée par Mathieu Kassovitz.
Elle fait partie de la série Apocalypse.

## Synopsis

### Le Grand Défi - 1ère partie
Au printemps 1944, au sud du Royaume-Uni, se préparent dans le plus grand secret, la plus grande opération amphibie de l'Histoire : le débarquement de Normandie, misant sur les brèches du mur de l'Atlantique pour écraser le Troisième Reich.

### Le Grand Assaut - 2 ème partie
Dans la nuit du 5 au 6 juin 1944, les armées alliées et françaises traversent la Manche en direction des plages du débarquement allié en Normandie.
Le 15 août 1944, les armées américaines, anglaises et françaises réalisent le débarquement de Provence.